# گلیز ۱۷۶
گلیز ۱۷۶ یک ستاره است که در صورت فلکی گاو قرار دارد.